# Allied Aviation XLRA
Allied Aviation XLRA là một mẫu thử tàu lượn vận tải chế tạo cho Hải quân Hoa Kỳ trong Chiến tranh thế giới II.

## Tính năng kỹ chiến thuật (XLRA-1)
Đặc điểm tổng quát
- Kíp lái: 2
- Sức chứa: 10 lính
- Chiều dài: 40 ft 0 in (12.2 m)
- Sải cánh: 72 ft 0 in (22.0 m)
- Chiều cao: 12 ft 3 in (3.7 m)